# Palmarés da Uno-X Pro Cycling Team
A equipa de ciclismo profissional norueguesa Uno-X Pro Cycling Team tem tido nos últimos anos as seguintes vitórias:

## Team Ringeriks-Kraft

### 2010
A equipa não obteve nenhuma vitória UCI.

### 2011
A equipa não obteve nenhuma vitória UCI.

## Team Ringeriks-Kraft Look

### 2012
A equipa não obteve nenhuma vitória UCI.

### 2013
A equipa não obteve nenhuma vitória UCI.

## Team Ringeriks-Kraft

### 2014

#### Campeonatos nacionais
| Datas       | Corridas                        | Vencedor       |
| 29 de junho | Campeonato da Suécia em Estrada | Michael Olsson |

### 2015
A equipa não obteve nenhuma vitória UCI.

### 2016

#### Circuitos Continentais da UCI
| Datas      | Circuito                | Corridas          | Vencedor      |
| 14 de maio | UCI Europe Tour de 2016 | Scandinavian Race | Syver Wærsted |

## Uno-X Hydrogen Development Team

### 2017

#### Circuitos Continentais da UCI
| Datas       | Circuito                | Corridas     | Vencedor             |
| 10 de junho | UCI Europe Tour de 2017 | Tour de Fyen | Audun Brekke Fløtten |

## Uno-X Norwegian Development Team

### 2018

#### Circuitos Continentais da UCI
| Datas       | Circuito                | Corridas                     | Vencedor               |
| 11 de março | UCI Europe Tour de 2018 | 3.ª etapa da Volta a Rodas   | Syver Wærsted          |
| 6 de maio   | UCI Europe Tour de 2018 | Ringerike G. P.              | Syver Wærsted          |
| 30 de junho | UCI Europe Tour de 2018 | Omloop Het Nieuwsblad sub-23 | Erik Nordsaeter Resell |

### 2019

#### Circuitos Continentais da UCI[1]
| Datas         | Circuito                           | Corridas                             | Vencedor             |
| 12 de maio    | UCI Europe Tour de 2019            | Ringerike G. P.                      | Kristoffer Skjerping |
| 9 de junho    | Copa das Nações UCI sub-23 de 2019 | 3.ª etapa da Corrida da Paz sub-23   | Andreas Leknessund   |
| 9 de junho    | Copa das Nações UCI sub-23 de 2019 | Corrida da Paz sub-23                | Andreas Leknessund   |
| 16 de junho   | UCI Europe Tour de 2019            | 3.ª etapa da Oberösterreichrundfahrt | Anders Skaarseth     |
| 18 de agosto  | UCI Europe Tour de 2019            | 4.ª etapa da Arctic Race da Noruega  | Markus Hoelgaard     |
| 25 de agosto  | Copa das Nações UCI sub-23 de 2019 | Tour de l'Avenir                     | Tobias Foss          |
| 8 de setembro | UCI Europe Tour de 2019            | Gylne Gutuer                         | Kristoffer Skjerping |

#### Campeonatos nacionais
| Datas       | Corridas                                   | Vencedor           |
| 27 de junho | Campeonato da Noruega Contrarrelógio (CRI) | Andreas Leknessund |

## Uno-X Pro Cycling Team

### 2020

#### Circuitos Continentais da UCI[3]
| Datas          | Circuito                | Corridas                                         | Vencedor               |
| 1 de março     | UCI Europe Tour de 2020 | Grande Prêmio Internacional de Rodas             | Erlend Blikra          |
| 7 de março     | UCI Europe Tour de 2020 | 2.ª etapa da Volta a Rodas                       | Erlend Blikra          |
| 4 de setembro  | UCI Europe Tour de 2020 | 2.ª etapa do Bałtyk-Karkonosze Tour              | Frederik Rodenberg     |
| 4 de setembro  | UCI Europe Tour de 2020 | Hafjell GP (CRI)                                 | Andreas Leknessund     |
| 5 de setembro  | UCI Europe Tour de 2020 | Lillehammer GP                                   | Andreas Leknessund     |
| 19 de setembro | UCI Europe Tour de 2020 | 2.ª etapa do Tour de Malopolska                  | Jonas Abrahamsen       |
| 20 de setembro | UCI Europe Tour de 2020 | 3.ª etapa do Tour de Malopolska                  | Torstein Træen         |
| 8 de outubro   | UCI Europe Tour de 2020 | 1.ª etapa do Giro do Friuli Venezia Giulia (CRE) | Uno-X Pro Cycling Team |
| 10 de outubro  | UCI Europe Tour de 2020 | 3.ª etapa do Giro do Friuli Venezia Giulia       | Andreas Leknessund     |
| 11 de outubro  | UCI Europe Tour de 2020 | Giro do Friuli Venezia Giulia                    | Andreas Leknessund     |

#### Campeonatos nacionais
| Datas       | Corridas                                   | Vencedor           |
| 25 de julho | Campeonato da Noruega Contrarrelógio (CRI) | Andreas Leknessund |

### 2021

#### UCI ProSeries
| Datas       | Corridas                            | Vencedor         |
| 5 de junho  | Dwars door het Hageland             | Rasmus Tiller    |
| 5 de agosto | 1.ª etapa da Arctic Race da Noruega | Markus Hoelgaard |

#### Circuitos Continentais da UCI
| Datas          | Circuito                           | Corridas                               | Vencedor                   |
| 27 de maio     | UCI Europe Tour de 2021            | Prólogo do Tour da Mirabelle (CRI)     | Idar Andersen              |
| 30 de maio     | UCI Europe Tour de 2021            | Tour de Fyen                           | Niklas Larsen              |
| 30 de maio     | UCI Europe Tour de 2021            | 3.ª etapa do Tour da Mirabelle         | Erlend Blikra              |
| 30 de maio     | UCI Europe Tour de 2021            | Tour da Mirabelle                      | Idar Andersen              |
| 3 de junho     | Copa das Nações UCI sub-23 de 2021 | Prólogo da Corrida da Paz sub-23 (CRI) | Søren Wærenskjold          |
| 7 de agosto    | UCI Europe Tour de 2021            | 3.ª etapa do Sazka Tour                | Tobias Halland Johannessen |
| 8 de agosto    | UCI Europe Tour de 2021            | 4.ª etapa do Sazka Tour                | Tobias Halland Johannessen |
| 13 de agosto   | Copa das Nações UCI sub-23 de 2021 | Prólogo do Tour de l'Avenir (CRI)      | Søren Wærenskjold          |
| 14 de agosto   | Copa das Nações UCI sub-23 de 2021 | 1.ª etapa do Tour de l'Avenir          | Søren Wærenskjold          |
| 18 de setembro | UCI Europe Tour de 2021            | 3.ª etapa do Tour da Eslováquia        | Kristoffer Halvorsen       |
| 2 de outubro   | UCI Europe Tour de 2021            | Lillehammer GP                         | Idar Andersen              |
| 10 de outubro  | UCI Europe Tour de 2021            | Paris-Tours sub-23                     | Jonas Iversby Hvideberg    |

### 2022

#### UCI ProSeries
| Datas           | Corridas                      | Vencedor       |
| 12 de fevereiro | 3.ª etapa do Tour de Omã      | Anthon Charmig |
| 16 de outubro   | 6.ª etapa do Tour de Langkawi | Erlend Blikra  |

#### Circuitos Continentais da UCI
| Datas           | Circuito                           | Corridas                         | Vencedor                   |
| 30 de janeiro   | UCI Europe Tour de 2022            | Grande Prêmio de Megasaray       | Tord Gudmestad             |
| 5 de fevereiro  | UCI Europe Tour de 2022            | 4.ª etapa da Estrela de Bessèges | Tobias Halland Johannessen |
| 12 de fevereiro | UCI Europe Tour de 2022            | 3.ª etapa do Tour de Antalya     | Jacob Hindsgaul Madsen     |
| 13 de fevereiro | UCI Europe Tour de 2022            | Tour de Antalya                  | Jacob Hindsgaul Madsen     |
| 22 de maio      | UCI Europe Tour de 2022            | Boucles de l'Aulne               | Idar Andersen              |
| 19 de agosto    | Copa das Nações UCI sub-23 de 2022 | 1.ª etapa do Tour de l'Avenir    | Søren Wærenskjold          |

#### Campeonatos nacionais
| Datas       | Corridas                         | Vencedor      |
| 26 de junho | Campeonato da Noruega em Estrada | Rasmus Tiller |